# Saint-Pierre, Alpes-de-Haute-Provence

Saint-Martin-les-Eaux este o comună în departamentul Alpes-de-Haute-Provence din sud-estul Franței. În 1 ianuarie 2022 avea o populație de 97 de locuitori.